# Sathria internitalis
Sathria internitalis är en fjärilsart som beskrevs av Achille Guenée 1854. Sathria internitalis ingår i släktet Sathria och familjen Crambidae. Inga underarter finns listade i Catalogue of Life.